# Acritus dugdalei
Acritus dugdalei är en skalbaggsart som beskrevs av Yves Gomy 1983. Acritus dugdalei ingår i släktet Acritus och familjen stumpbaggar. Inga underarter finns listade i Catalogue of Life.